# Prom - Ballo di fine anno
Prom - Ballo di fine anno (Prom) è un film del 2011 diretto da Joe Nussbaum. È uscito nelle sale statunitensi il 29 aprile 2011 e in Italia il 19 agosto 2011.

## Trama
Alcuni ragazzi devono organizzare il ballo di fine anno della loro scuola, ma ci sono molti malintesi e incomprensioni. L'organizzatrice del ballo, Nova, è attratta dal suo amico Brandon; Lloyd invece si lamenta con la sorellastra Tess del ballo, così lei gli consiglia di invitare una ragazza. Lucas è innamorato della sua compagna di laboratorio Simone, e il suo amico Corey lo aiuta per farli uscire insieme. Jordan litiga con il fidanzato Tyler, accusandolo di tradirla a causa di un orecchino trovato nella sua auto. Mei e il fidanzato Justin si stanno organizzando per andare all'università insieme, ma Mei è stata ammessa in un'altra università. Ali vorrebbe andare al ballo con Rolo, ma lui le ha raccontato che ci andrà con un'altra ragazza; Jesse infine è il tipico ribelle, gli insegnanti sono stanchi dei suoi comportamenti anche perché manca a scuola da diversi giorni e al suo ritorno viene mandato dal preside.

## Accoglienza

### Incassi
Il film è uscito nelle sale statunitensi il 29 aprile 2011, incassando nella prima settimana $4.700.000. Gli incassati finali al botteghino sono pari a circa $10.000.000 negli Stati Uniti.

### Critica
Il film ha ricevuto diverse critiche negative; il critico Andre O' Heir lo ha definito non troppo degno d'attenzione, ridicolo e che si potrebbe a malapena dire che sia stato girato.
Invece il critico Claudia Puig di USA Today ha definito questo film discreto.
Il critico cinematografico di Boxoffice Magazine Pete Hammond ha definito il film molto divertente, toccante e reale.

Invece il critico italiano Alberto di Felice definisce questo un film divertente anche se solo un filmetto per ragazzi non troppo lontano dal pidocchioso e stupido quanti molti altri film. Inizia dicendo che il personaggio di Nova sia convinta che il ballo della scuola sia un'occasione per non fare differenze tra compagni, ma riferisce che proprio per tutti gli intrecci, malintesi ed incomprensioni è un film divertente, una bella commedia.

## Edizione home video
Il film si può trovare in DVD e Blu-ray, e la versione Download del DVD include Bloopers e Putting on Prom in più contenuti extra come molti video degli Allstar Weekend, dei Moon e dei Neon Tress.

## Premi & Nomination
| Anno | Premio             | Categoria                                                                         | Risultato   |
| ---- | ------------------ | --------------------------------------------------------------------------------- | ----------- |
| 2012 | Young Artist Award | Miglior performance in un film - Giovane attore ragazzo e bambino (Robbie Tucker) | Candidato/a |

## Colonna sonora
La colonna sonora appartiene alla Hollywood Records come molti artisti della Disney. Il CD del Film contiene canzoni cantate da gruppi come i Simple Plan, gli Allstar Weekend e i Moon. Nella pubblicità del film viene usata la canzone Firework di Katy Perry.
1. Those Dancing Days – I'll Be Yours – 3:22
2. Neon Tress – Your Surrender (remix) – 4:15
3. Travie McCoy – We'll Be Alright – 3:18
4. Allstar Weekend – Not Your Birthday (movie version) – 3:25
5. Moon – Time Stand – 3:04
6. Passion Pit – Dreams – 4:18
7. The Weepies – Please Speak Well of Me – 2:33
8. Nolan Sotillo – We Could Be Anything – 4:11
9. Shere – In Deep – 3:17
10. Oh Darling – Prettiest Thing – 3:20
11. Simple Plan – Can't Keep My Hands off You – 3:20
12. Girl in a Coma – Come On, Let's Go – 2:06
13. Lauren Hillman – Almost There – 2:12
14. Shout out louds – Impossible – 3:51
15. Stick Hippo – Stick Hippo – 2:12

### We Could Be Anything
Il video musicale della canzone We Could Be Anything viene cantato da Nolan Sotillo che racconta la storia del suo personaggio, Lucas, e della ragazza di cui è innamorato, Simone, ovvero Danielle Campbell che appare anche nel video facendo vedere ogni progresso della loro storia.